# ブラック川 (ワシントン州デュワミッシュ川水系)

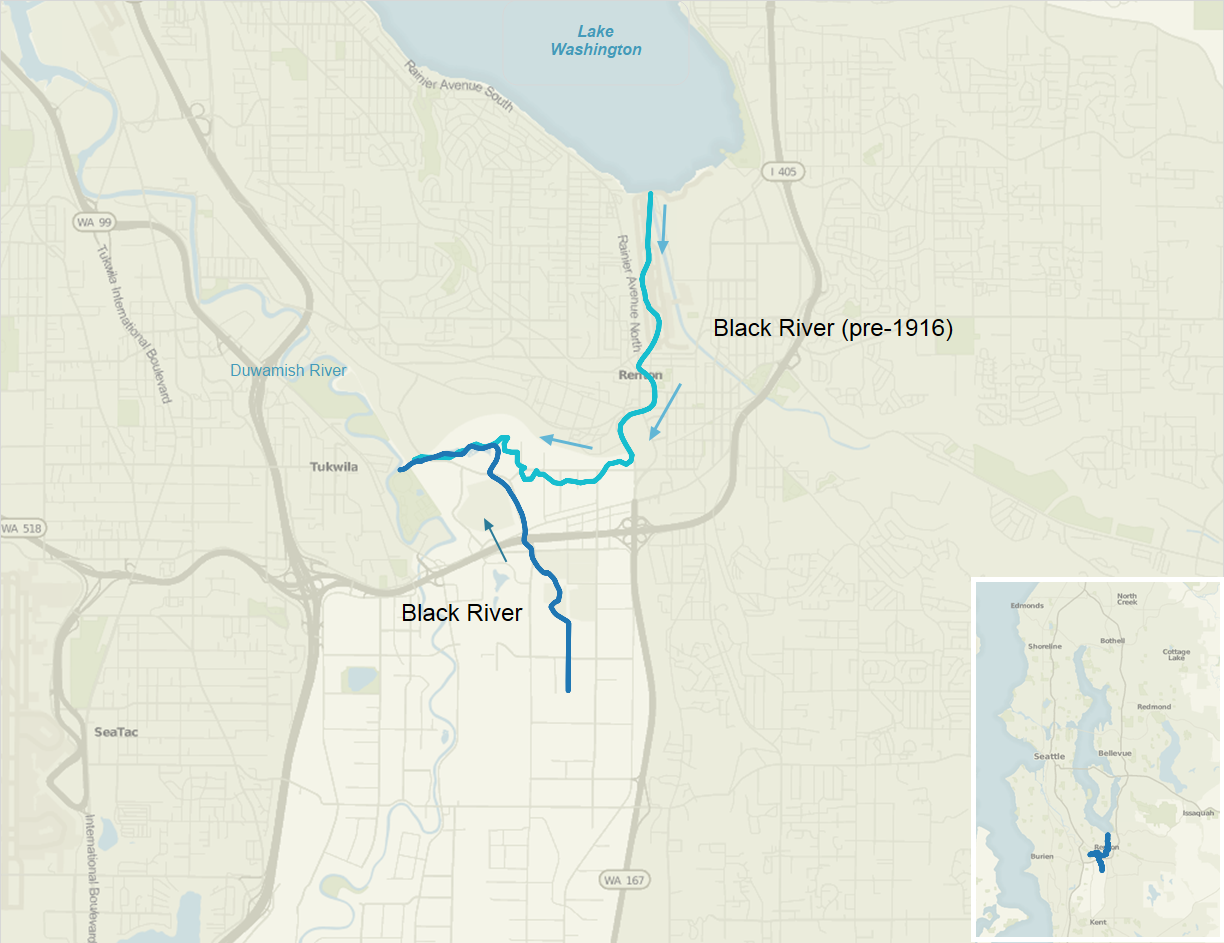
1916年以前（水色）と、現在（青色）のブラック川の流路。

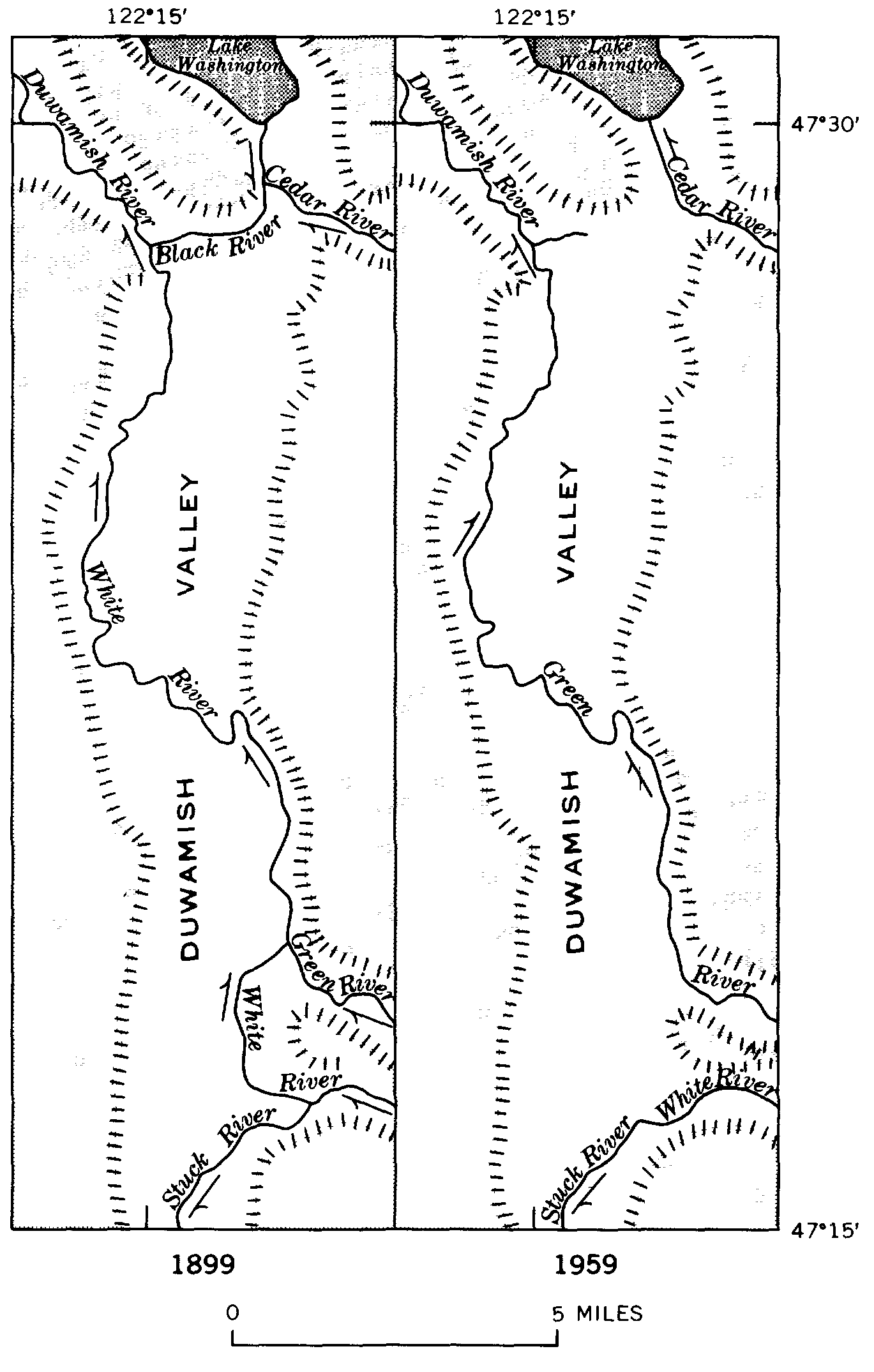
1899年と1959年のデュワミッシュ河谷における、流路や区間名称の変化。

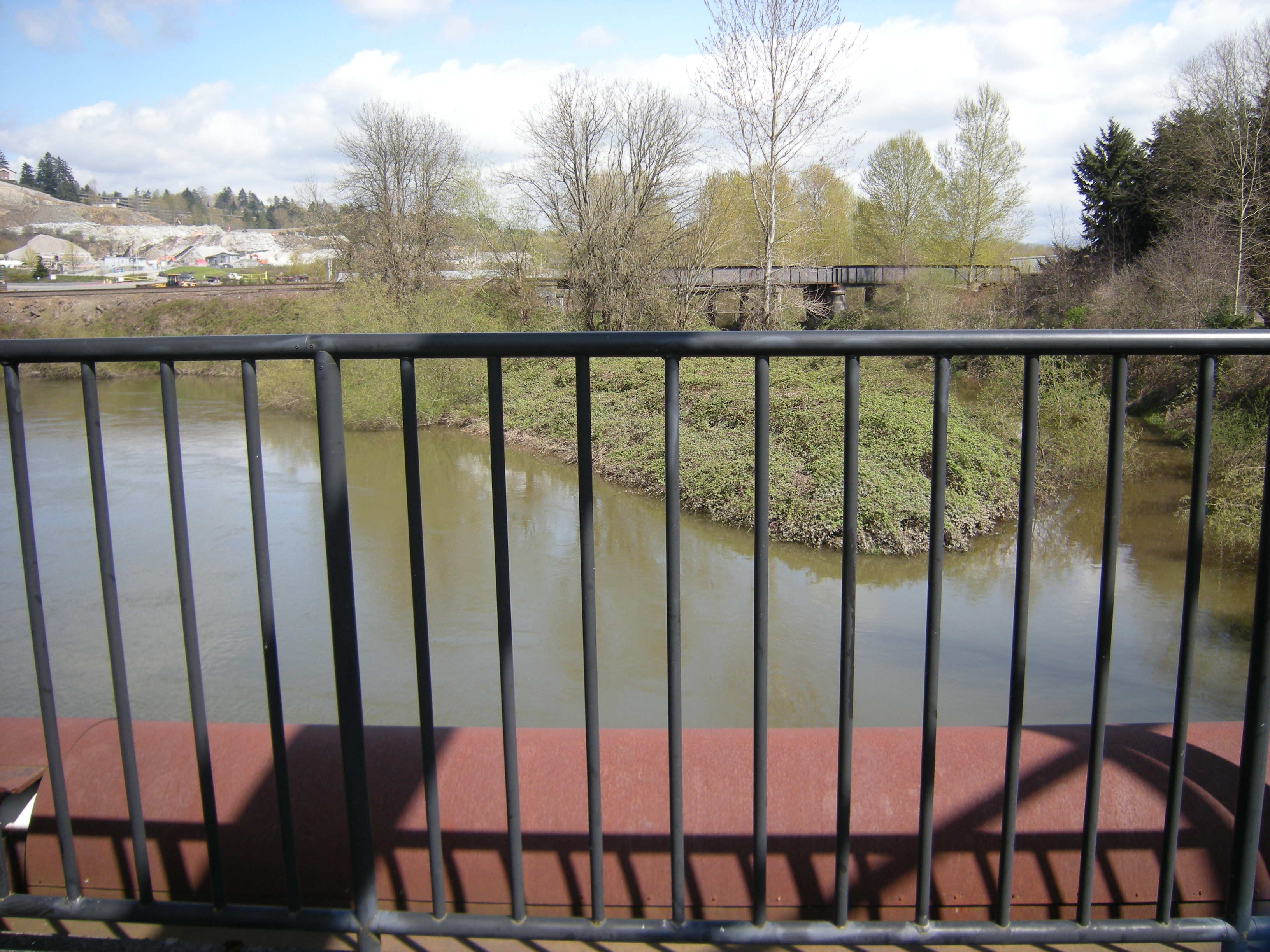
ブラック川の残存する部分（右）がグリーン川に合流し、デュワミッシュ川（左）となる。フォート・デントの歩道橋から撮影。ここではブラック川方面が上流、デュワミッシュ川方面が下流となる。（2009年）

ブラック川（ブラックがわ、Black River）は、アメリカ合衆国ワシントン州キング郡を流れるデュワミッシュ川の支流。
1916年まではワシントン湖から流れ出す川であったが、ワシントン湖運河の開通によって湖の水位が下がったために水が流れなくなり、川の一部は干上がった。現在では、全長3.2キロメートルほどのせき止められた川となっている。

## 概要
20世紀に入る前、ワシントン湖の水は、その南端からブラック川を通って排出されており、シダー川が合流した後、当時のホワイト川（これは、現在のグリーン川下流部のこと：ホワイト川は、その後、流路が変更され、南方へ流れるようになっている）と合流していた。ブラック川とホワイト川が合流して以降の下流部はデュワミッシュ川と呼ばれ、流れ下ってピュージェット湾内のエリオット湾に至る。このため、サマミシュ川をはじめとしてワシントン湖に流れ込む川の水は、ブラック川を経てデュワミッシュ川に流れ込んでいた。現在では、ワシントン湖の水はワシントン湖運河を経てピュージェット湾へ流れている。
1911年11月、シダー川が氾濫してレントンで洪水被害が出た。1912年には、将来同様の被害を出さないため、シダー川の流路は、ブラック川ではなくワシントン湖に流れ込むように変更された。この段階では、シダー川の水は結局のところ、ワシントン湖の先で再びブラック川を通ることになっていた。1916年、シアトルでワシントン湖運河が開業すると、ワシントン湖の水位は9フィート近く低下し、ブラック川は干上がった。今日では、かつてのブラック川の川底の一部に、ブラック川水辺林・湿原 (the Black River Riparian Forest and Wetland) が設けられている。
ブラック川の一帯では、何世紀にもわたってデュワミッシュ族が居住していた。1916年にブラック川が干上がるまで、デュワミッシュ族の集落は存続していた。ブラック川とデュワミッシュ川の合流点付近には、先住民の集落が数カ所存在していた。この一帯は、ピュージェット湾から離れた内陸にあることから、「内側の場所」（ルシュートシード語：Dxwdəw：「デュワミッシュ」の由来となった語）と呼ばれていた。この地域は、災難を逃れる場所として長く用いられていたことから、シアトルの拡大によって追い立てられた先住民たちが居を定めていたが、それもブラック川が干上がるまでのことだった。